# 蘇聯政府
苏维埃社会主义共和国联盟政府（俄语：Правительство СССР）是苏联最高苏维埃的执行和行政机关。于1922年12月30日成立，1991年12月26日废除。由部長會議主席（通称苏联总理）领导。政府在其历史上几经更名，1922年至1946年間称为人民委员会，1946年至1991年間称为部长会议，1991年1月至8月稱爲部长内阁，1991年8月至12月間称为國家經濟運行管理委員會。